# Frankfurter Allgemeine Zeitung
Frankfurter Allgemeine, plným názvem Frankfurter Allgemeine Zeitung für Deutschland (doslova „Frankfurtské všeobecné noviny pro Německo“, běžně užívaná zkratka FAZ) je německý konzervativně-liberální deník, který patří mezi nejrespektovanější německé i evropské noviny. Vydává jej nezávislá nadace Fazit ve Frankfurtu nad Mohanem. Průměrný náklad FAZ činil v roce 2016 kolem 250 000 výtisků, které se prodávají po celém světě, také v předplatném. Některé články jsou volně dostupné na internetové stránce www.faz.net.
Největšími konkurenty FAZ jako seriózního německého deníku jsou noviny Süddeutsche Zeitung, vydávané v Mnichově, a Die Welt, vydávané v Berlíně (dříve v Hamburku).

## Profil
Frankfurter Allgemeine Zeitung vychází od roku 1949 jako klasický liberální deník s mírným příklonem ke konzervativním názorům. Za obsah novin v současnosti zodpovídají a funkci šéfredaktora zastávají společně čtyři vydavatelé (Herausgeber), kteří rozhodují kolektivně.
Noviny FAZ se významně podílejí na tvorbě veřejného mínění nejen v Německu, ale i jinde v Evropě. Zaměstnávají velký počet redaktorů pro politickou, hospodářskou, finanční, kulturní a sportovní část novin. Kromě toho disponují rozsáhlou sítí dopisovatelů po celém světě. Za léta své existence vyvolaly FAZ řadu významných kulturně-politických diskusí, mj. ve své každodenní rubrice „Dopisy vydavatelům“. Udržují jistou hranici mezi zpravodajstvím a komentáři a získaly si dobrou pověst spolehlivostí svých informací. Jejich pravidelným přispěvatelem byl od roku 1972 až do nedávna i český kreslíř a karikaturista Ivan Steiger.
Významnou součástí každodenního vydání je Feulleiton. V této části jsou otiskovány nejen fejetony redaktorů a jiných přispěvatelů, ale také recenze knih, operních a činoherních představení a koncertů vážné i populární hudby v Německu a jinde ve světě. Čtenáři zde naleznou také další nejrůznější zprávy ze všech oblastí kulturního života. Jako autoři vystupují mnohdy i významní němečtí a světoví spisovatelé.
Na poslední straně politické části (zde pod hlavičkou Fremde Feder - „cizí pero“), ale někdy i ve fejetonu, jsou zhruba jednou týdně publikovány diskusní příspěvky významných osobností s nejrůznější politickou orientací. Ke slovu zde přicházejí mj. přední politikové němečtí i zahraniční, hospodářští činitelé a kulturní pracovníci.
Součástí FAZ jsou také nepravidelně vycházející přílohy k nejrůznějším tématům, jako jsou literatura (recenze velkého počtu krásné literatury a literatury faktu), management a také reklamní přílohy (např. o švýcarských a německých hodinkách, módě nebo o špercích).

### Vedení FAZ
Noviny FAZ byly tradičně vedeny pěti vydavateli, kteří vždy patřili mezi nejvýznamnější německé novináře. Po smrti publicisty Franka Schirrmachera (* 5. září 1959, † 12. června 2014), zodpovědného za kulturní část (mj. fejetony), vedli FAZ až do března 2019 následující čtyři vydavatelé: Werner D’Inka, Jürgen Kaube, Berthold Kohler a Holger Steltzner. Každý z nich měl resp. má svůj tzv. resort. Kohler byl a je nadále zodpovědný za politickou část, Steltzner zodpovídal za hospodářskou část. V březnu 2019 byl Steltzner po neshodách s ostatními vydavateli propuštěn a od dubna 2019 jej nahradil Gerald Braunberger, doposud zodpovědný za finanční část novin. Další změna ve složení kolegia vydavatelů nastala k 1. dubnu 2020. Werner D’Inka dosáhl věku 65 let a odešel na odpočinek, místo něj přišel Carsten Knop.
Předsedou dozorčí rady FAZ je od roku 2019 Andreas Barner, který byl předtím v letech 2009 až 2016 hlavním manažerem velké farmaceutické společnosti Boehringer Ingelheim.

## Historie
FAZ nepřímo navazují na deník Frankfurter Zeitung, který založil roku 1859 finančník L. Sonnemann jako burzovního zpravodaje a který se postupně vyvinul v jedny z nejvlivnějších německých novin. Přispívali do nich autoři jako Theodor Adorno, Walter Benjamin, Lion Feuchtwanger, Heinrich Mann, Thomas Mann, Joseph Roth, Anna Seghers, Max Weber nebo Stefan Zweig. Redakce nepodporovala německý vstup do první světové války, naopak přijala Versailleský mír a podporovala politický systém Výmarské republiky. Po nástupu nacismu v roce 1933 byly noviny nejprve „zglajchšaltovány“, ale nakonec byly roku 1943 zastaveny.
FAZ přímo navazují na noviny Allgemeine Zeitung, které vycházely od roku 1946 s francouzskou pomocí v Mohuči, a odkud do nich přešla řada redaktorů. Od roku 1949 vycházely FAZ nejprve v Mohuči, od roku 1950 pak ve Frankfurtu nad Mohanem. Noviny měly dlouhou dobu poměrně konzervativní vzhled. Dodnes vycházejí s titulem Frankfurter Allgemeine ve fraktuře, pod těmito dvěma slovy je na další řádce text Zeitung für Deutschland („noviny pro Německo“). Fotografie byly do roku 2007 ve FAZ otiskovány jen výjimečně, až 5. října 2007 poprvé vyšly v modernizované podobě a s barevnými fotografiemi. V posledních letech uveřejňují na první straně (pod tzv. impresem) často černobílé nebo barevné karikatury k závažným i méně závažným tématům.
Od nástupu internetových publikací, zvláště od roku 2010, zápasí FAZ jako mnohé tištěné deníky a časopisy s klesajícím nákladem: v roce 2012 činil náklad asi 350 tisíc, v roce 2016 jen 250 tisíc. Musely prodat přidružená nakladatelství knih (Kösel, DVA, Manesse). Přesto patří mezi hospodářsky nejstabilnější novinové koncerny v Německu. Nedávno dokonce převzaly konkurenční deník Frankfurter Rundschau, jehož redakci bylo zaručeno pokračování dosavadní levicově-liberální orientace.

## Odnože deníku FAZ
Nejdůležitější odnoží deníku FAZ jsou nedělní noviny Frankfurter Allgemeine Sonntagszeitung, které vycházejí od roku 2001. Podle agentury pro průzkum reklamního trhu AWA je v roce 2015 pravidelně četlo 1,13 milionu lidí. Ačkoliv nedělní noviny F.A.S. (jak se zkráceně nazývají) využívají možností, které jim personálně a materiálně poskytuje vydavatelství FAZ, vystupují samostatně a mají 50 vlastních redaktorů.
Dalším produktem vydavatelství FAZ je čtvrtletník Frankfurter Allgemeine Quarterly, který vyšel poprvé v listopadu 2016. Tehdy byl vydán v nákladu 75 000 výtisků. Má formát 28,5 × 21 cm a jeden sešit stojí 10 eur.